# 20 Years of Jethro Tull (video)
20 Years of Jethro Tull (1988) è il secondo video del gruppo rock inglese Jethro Tull.

## Formazione
- Ian Anderson - voce, flauto traverso, chitarra acustica, mandolino
- Mick Abrahams - chitarra elettrica, voce
- Martin Barre - chitarra elettrica
- John Evan - tastiere
- Peter-John Vettese - tastiere
- Don Airey - tastiere
- Jeffrey Hammond - basso
- John Glascock - basso
- Dave Pegg - basso, mandolino
- Glenn Cornick - basso
- Gerry Conway - batteria
- Mark Craney - batteria
- Doane Perry - batteria
- Eddie Jobson - tastiere
- Clive Bunker - batteria
- Dee Palmer - arrangiamento, tastiere, direzione

## Tracce
1. Living In The Past
2. To Be Sad Is A Mad Way To Be
3. The Whistler
4. Too Old To Rock 'N' Roll; Too Young To Die
5. Teacher
6. Thick As A Brick
7. Songs From The Wood
8. Aqualung
9. Heavy Horses
10. Lap Of Luxury
11. Said She Was A Dancer
12. Budapest
13. Steel Monkey
14. Jump Start